# Aurinia rupestris
Aurinia rupestris (Aurinia cyclocarpa ou Ptilotrichum cyclocarpum) é uma planta da família das Brassicaceae, com flores brancas de cerca de 5 mm de diâmetro, dispostas em rácimos. Tem uma base caulinar lenhosa, folhas lanceoladas a lineares, pequenas, pubescentes e de cor prateada.